# Caspar Hirschi
Caspar Hirschi (Zürich, 16. travnja 1975.) je švicarski povjesničar i novinar. Studirao je povijest i njemačku književnost (1995. – 2001.) na sveučilištima u Fribourgu i Tübingenu, nakon čega je upisao doktorat povijesti ranog novog vijeka (2001. – 2004.) na Sveučilištu Fribourg.
Do 2020. radio je kao profesor povijesti na Fakultetu humanističkih i društvenih znanosti sveučilišta u St. Gallen kada biva izabran za dekana istog fakulteta. Fokusi njegova znanstvenog rada su: znanost i politika u prošlosti i sadašnjosti te povijest populizma i nacionalizma. Od 2006. Hirschi je suradnik novina Frankfurter Allgemeine Zeitung.

## Porijeklo nacionalizma
Od svih radova koje je kroz dosadašnju karijeru napisao knjiga The origins of nationalism je međunarodnoj publici najinteresatnija. Riječ je o djelu u kome se autor suprotstavlja prevladavajućem mišljenju unutar znanstvene zajednice kako koncepti nacije, te samim time i nacionalizam kao pripadajuća pojava nisu nešto moderno, već da se početke može pronaći u ranijim razdobljima. Iako je u radu fokus na njemačku naciju, može se pronaći više usporedbi s drugim europskim nacijama. Neke od tema koje bi se moglo istaknuti u knjizi su patria/domovina, kolektivni ponos, transfer imperijanih ideja Rimskog Carstva na europska kraljevstva te reformacijski pokret.

## Djela
- Wettkampf der Nationen. Konstruktionen einer deutschen Ehrgemeinschaft an der Wende vom Mittelalter zur Neuzeit. Wallstein Verlag, Göttingen Oktober 2005, ISBN 978-3-89244-936-2 (zugleich revidierte Dissertation an der Universität Freiburg im Üechtland, 2004).
- The Origins of Nationalism: An Alternative History from Ancient Rome to Early Modern Germany. Cambridge University Press, Cambridge 2012, ISBN 978-0-521-76411-7.
- Zwischen Bleiwüste und Bilderflut. Formen und Funktionen des geisteswissenschaftlichen Buches. Harrassowitz, Wiesbaden 2015 (Jahrbuch der Internationalen Buchwissenschaftlichen Gesellschaft). ISBN 978-3-447-10474-6.
- Skandalexperten, Expertenskandale: zur Geschichte eines Gegenwartsproblems. Matthes & Seitz, Berlin 2018, ISBN 978-3-95757-525-8.

## Vanjske poveznice
- Caspar Hirschi  Arhivirana inačica izvorne stranice od 22. studenoga 2022. (Wayback Machine) na mrežnim stranicama sveučilišta u St. Gallenu
- Caspar Hirschi na mrežnim stranicama ETH Zürich
- Bibliografija autora  Arhivirana inačica izvorne stranice od 5. ožujka 2023. (Wayback Machine) na mrežnim stranicama sveučilišta u St. Gallenu